# The Sims Medieval: Pirates & Nobles
Pirates & Nobles é o primeiro pacote de aventuras do The Sims Medieval da série The Sims desenvolvida pela Electronic Arts para Microsoft Windows e Mac OS X

## Jogabilidade
The Sims Medieval Pirates & Nobles traz novas missões, caças ao tesouro e centenas de novos objetos para o seu reino medieval! Sua jornada épica começa quando os Piratas de Aarbyville e os Nobres de Tredony chegam a seu reino e logo começam a lutar com espadas, a ter casos amorosos e a viver grandes aventuras e mistérios. Vá a caças ao tesouro para descobrir objetos escondidos. Embarque em novas missões para ajudar seu reino a alcançar uma nova ambição. Estilize o seu reino e seus Sims com novos objetos e roupas temáticas de nobres e piratas.